# Ліщанська сільська рада
Ліща́нська сільська́ ра́да — адміністративно-територіальна одиниця та орган місцевого самоврядування в Ізяславському районі Хмельницької області. Адміністративний центр — село Ліщани.

## Загальні відомості
Ліщанська сільська рада утворена в 1944 році.
- Територія ради: 40,574 км²
- Населення ради: 1 246 осіб (станом на 2001 рік)

## Населені пункти
Сільській раді підпорядковані населені пункти:
- с. Ліщани
- с. Бейзими
- с. Григорівка
- с. Даньківці
- с. Чепці
- с. Шевченка

## Річки
Територією сільської ради протікає річка Хомора, ліва притока Случі. Басейн Прип'яті. Тече в східному напрямку повз села Даньківці, Бейзими, Ліщани, Григорівка.

## Склад ради
Рада складається з 16 депутатів та голови.
- Голова ради: Павлюк Любов Степанівна
- Секретар ради: Яремчук Галина Олександрівна

### Керівний склад попередніх скликань
| Прізвище, ім'я, по батькові | Основні відомості                                                               | Дата обрання | Дата звільнення |
| --------------------------- | ------------------------------------------------------------------------------- | ------------ | --------------- |
| Качур Валентина Петрівна    | Сільський голова, 1971 року народження, позапартійна                            | 26.03.2006   | 01.08.2006      |
| Павлюк Любов Степанівна     | Сільський голова, 1957 року народження, освіта середня спеціальна, позапартійна | 17.12.2006   | 31.10.2010      |
| Павлюк Любов Степанівна     | Сільський голова, 1957 року народження, освіта середня спеціальна, позапартійна | 31.10.2010   |                 |

Примітка: таблиця складена за даними сайту Верховної Ради України

### Депутати
За результатами місцевих виборів 2010 року депутатами ради стали:

#### За суб'єктами висування
| Суб'єкт висування                 | Кількість обраних депутатів | %    |
| --------------------------------- | --------------------------- | ---- |
| Партія регіонів                   | 7                           | 43,8 |
| Самовисування                     | 4                           | 25   |
| Народна партія                    | 2                           | 12,5 |
| Соціалістична партія України      | 2                           | 12,5 |
| Політична партія «Сильна Україна» | 1                           | 6,3  |

#### За округами
| № округу                          | Прізвище, ім'я, по батькові   | Дата визнання обраним | Освіта  | Партійна приналежність             | Відомості про обраного депутата                         |
| --------------------------------- | ----------------------------- | --------------------- | ------- | ---------------------------------- | ------------------------------------------------------- |
| Народна Партія                    |                               |                       |         |                                    |                                                         |
| 6                                 | Іванюк Валентина Дмитрівна    | 04.11.2010            | середня | член Народної партії               | Ліщанська загальноосвітня школа І-ІІІ ст., техпрацівник |
| 9                                 | Лаврук Катерина Миколаївна    | 04.11.2010            | середня | член Народної партії               | фермерське господарство «Агро-Інвест», завсклад ПММ     |
| Партія регіонів                   |                               |                       |         |                                    |                                                         |
| 2                                 | Качур Валентина Петрівна      | 04.11.2010            | вища    | позапартійна                       | Ліщанська сільська рада, рах1вник-касир                 |
| 3                                 | Найдюк Катерина Іванівна      | 04.11.2010            | вища    | позапартійна                       | Управління земельних ресурсів, спеціаліст 11 категорії  |
| 7                                 | Чорна Раїса Іванівна          | 04.11.2010            | вища    | позапартійна                       | Ліщанська загальноосвітня школа І-ІІІ ст., вчитель      |
| 8                                 | Ящук Віра Михайлівна          | 04.11.2010            | вища    | позапартійна                       | Ліщанський дитячий садок, завідувачка                   |
| 10                                | Іванюк Наталія Василівна      | 04.11.2010            | вища    | позапартійна                       | Ліщанська сільська рада, головний бухгалтер             |
| 13                                | Юзик Раїса Миколаївна         | 04.11.2010            | вища    | позапартійна                       | Ліщанська сільська бібліотека, бібліотекар              |
| 16                                | Яремчук Галина Олександрівна  | 04.11.2010            | вища    | позапартійна                       | Ліщанська сільська рада, секретар                       |
| Політична партія «Сильна Україна» |                               |                       |         |                                    |                                                         |
| 4                                 | Власюк Лідія Миколаївна       | 04.11.2010            | вища    | позапартійна                       | Ліщанська загальноосвітня школа І-ІІІ ст., вчитель      |
| Соціалістична партія України      |                               |                       |         |                                    |                                                         |
| 1                                 | Соколюк Микола Романович      | 04.11.2010            | середня | член Соціалістичної партії України | тимчасово не працює                                     |
| 5                                 | Слободенюк Лідія Петрівна     | 04.11.2010            | вища    | член Соціалістичної партії України | Ліщанський будинок-інтернат, сестра-господарка          |
| Самовисування                     |                               |                       |         |                                    |                                                         |
| 11                                | Захарчук Майя Василівна       | 04.11.2010            | середня | позапартійна                       | Ліщанський будинок милосердя, техпрацівник              |
| 12                                | Безкоровайна Тетяна Борисівна | 04.11.2010            | вища    | позапартійна                       | Ліщанський будинок-інтернат, медична сестра             |
| 14                                | Лисай Валентина Іванівна      | 04.11.2010            | середня | позапартійна                       | Ліщанський будинок-інтернат, молдодша медична сестра    |
| 15                                | Мирончук Наталія Іванівна     | 04.11.2010            | вища    | позапартійна                       | Ліщанська лікарська амбулаторія, медична сестра         |

## Господарська діяльність
Основним видом господарської діяльності населених пунктів сільської ради є сільськогосподарське виробництво. Воно складається з сільськогосподарського товариств з обмеженою відповідальністю (СТОВ) «Поділля», ФГ «Агро-Інвест» і індивідуальних селянських (фермерських) господарств. Основним видом сільськогосподарської діяльності є вирощування зернових культур, допоміжним — виробництво м'ясо-молочної продукції та овочевих культур.